# Guzmania skotakii
Guzmania skotakii är en gräsväxtart som beskrevs av Hans Edmund Luther. Guzmania skotakii ingår i släktet Guzmania och familjen Bromeliaceae. Inga underarter finns listade i Catalogue of Life.